# Superficie sternocostale del cuore
La superficie sternocostale del cuore o faccia anteriore, guarda in alto, in avanti e a destra. Ha una forma convessa che corrisponde alla parte superiore e sinistra del ventricolo destro, a livello del cono arterioso. Si divide in tre segmenti:
1. il primo, inferiore o ventricolare;
2. il secondo, medio o vascolare;
3. il terzo, superiore o atriale.

Un solco trasversale, il solco coronarico, separa l'atrio dal sottostante ventricolo: questo solco viene interrotto dalla presenza del tronco polmonare e dall'aorta. Di seguito riporteremo le strutture che si trovano al di sotto e al di sopra di tale solco.

## Sotto il solco coronarico
In questa porzione di cuore la faccia sternocostale ha forma triangolare con base superiore ed è limitata a destra dal margine destro del cuore e a sinistra dal margine sinistro superiore. Si evidenzia il solco interventricolare anteriore che divide i due ventricoli e nasce dal solco coronarico sotto all'auricola sinistra, quindi prosegue sino all'apice cardiaco e si porta indietro continuandosi nel solco interventricolare posteriore. Talora può essere così profondo per la presenza di un'incisura dell'apice, che fa apparire la punta biforcuta, anche se è sempre il ventricolo sinistro che forma la punta del cuore.

## Sopra il solco coronarico
Questa faccia è poco evidente nel cuore in situ, infatti si trova nascosta, nella sua parte media, dall'arteria polmonare e dall'aorta. Asportandole nel reperto autoptico, possiamo vedere il segmento vascolare, che comprende, su due piani, appunto le due valvole arteriose.
Il terzo segmento è posto su un piano posteriore al precedente e corrisponde alla faccia anteriore degli atri, che non appaiono divisi in questa porzione che ingloba le due grandi arterie. In questa parte sono ben visibile l'auricola destra e l'auricola sinistra